# Antoni Pujadas i Nirell
Antoni Pujadas i Nirell   (Alella, 1890 - el Camp de la Bota, 11 de maig de 1939) va ser un corredor de comerç i polític alellenc. Fundador de la secció de la Unió Socialista de Catalunya al poble d'Alella. Amb l'esclat de la Guerra Civil Espanyola formaria part del Comitè de Milícies Antifeixistes, portant a terme tasques de control de l'ordre públic, i posteriorment ocupant els càrrecs de conseller municipal i alcalde en representació del PSUC.

## Biografia
Nascut i veí d'Alella, Pujadas va tenir 6 fills i es va casar dues vegades. Després de la mort de la seva primera dona es casaria amb Maria Llovet Coll amb qui va tenir cinc fills: Maria, Josep, Mercè, Eugènia i Antoni (Antonet). L'Alfons Pujadas Nespleda, el fill gran, va ser fruit del seu primer matrimoni.
El seu domicili al carrer Comas número 4, a tocar de l'Església de Sant Feliu, es va convertir des de l'any 1931 en la seu de la secció local del PSUC on es portarien a terme reunions de caràcter polític.
La seva activitat professional, corredor de comerç d'un magatzem de gra situat al carrer de la Princesa número 10 de Barcelona, el faria viatjar sovint per tot el país abans de l'esclat de la guerra.

### Activitat política
La seva trajectòria al capdavant de la formació comunista el portaria a ocupar diversos càrrecs a nivell municipal: primer com a conseller municipal i posteriorment com a alcalde segon, a partir de l'octubre de 1937, i com a alcalde president, a partir de l'1 d'abril de 1938, en substitució de l'Alcalde Pere Pons, d'Esquerra Republicana de Catalunya, que s'hagué d'incorporar a la marina de guerra. Pujadas, també conegut a la població amb el malnom de Pujadetes, es convertiria en el darrer alcalde de la república i mantindria el càrrec fins l'ocupació de la població per part del cos de tropes voluntàries italianes (CTV) i dels soldats del bàndol Nacional el 28 de gener de 1939.
President de la Comissió de governació d'Alella, al costat de l'alcalde segon Aquil·lí Homs Tort i de l'alcalde tercer Joan Duran Planas, la seva tasca al capdavant de l'ajuntament estaria fortament marcada per la dinàmica de guerra. Sota la seva alcaldia els libres d'actes municipals demostren un estret control dels productes agrícoles que sortien de la població, amb especial atenció pel vi, dins d'un context de carestia alimentària provocada per la guerra.
Com a membre de la Comissió de refugiats de guerra d'Alella l'alcalde Pujadas rebria l'autorització, a partir de la tardor del 1938, per realitzar directament el cobrament a la Generalitat de Catalunya dels diners destinats a la manutenció dels refugiats instal·lats a la població.

### Sumaríssim i afusellament
Detingut el 12 de març de 1939 a Santa Coloma de Gramenet per membres de la comandància de la Guàrdia Civil d'aquesta ciutat, Pujadas seria sotmès a diversos interrogatoris dins del seu sumaríssim, el 3077. A la seva declaració del 17 de març de 1939 destacava que va ser el fundador i president de la secció alellenca del PSUC i que va ser conseller municipal i posteriorment alcalde a partir de l'abril del 1938. Pujadas declararia també que va marxar d'Alella per motius de seguretat el febrer del 1939.
Com era pràctica habitual de la Causa General l'alcalde republicà hauria de fer front a diversitat de testimonis acusatoris de diversos veïns de la població i l'informe de la secció local de la Falange Española Tradicionalista y de las JONS que el considerava "Elemento propagandista de los ideales de izquierdas y absolutamente desafecto al Glorioso Movimiento Nacional." La totalitat de càrrecs acusatoris es van centrar en la seva activitat política en el període de la II República Espanyola i s'hi van afegir les responsabilitats de detenció de veïns d'ideologia conservadora i la participació en registres domiciliaris i l'assalt a finques privades sense aportar mai cap prova concreta d'aquests fets dins del sumaríssim.
L'11 d'abril de 1939 va ser sentenciat a pena de mort per rebel·lió militar. Destí compartit amb d'altres tres encausats més on destacava el jove pagès alellenc Joan Galvany Oliveras. Una sentència que aportava noves acusacions com la seva participació en els Fets del sis d'octubre de 1934 i que durant la seva alcaldia es van cometre diversos assassinats dins del terme municipal, concretament a la zona coneguda com a Font de cera. La diligència de notificació de la pena arribava a la Presó Model de Barcelona l'11 de maig de 1939. A les 2 de la matinada Pujadas entrava en capella i va poder ser visitat de forma breu pels seus familiars. Finalment a les 5 de la matinada del mateix 11 de maig Antoni Pujadas i Nirell, de 49 anys, era afusellat al Camp de la bota.

## Reconeixements

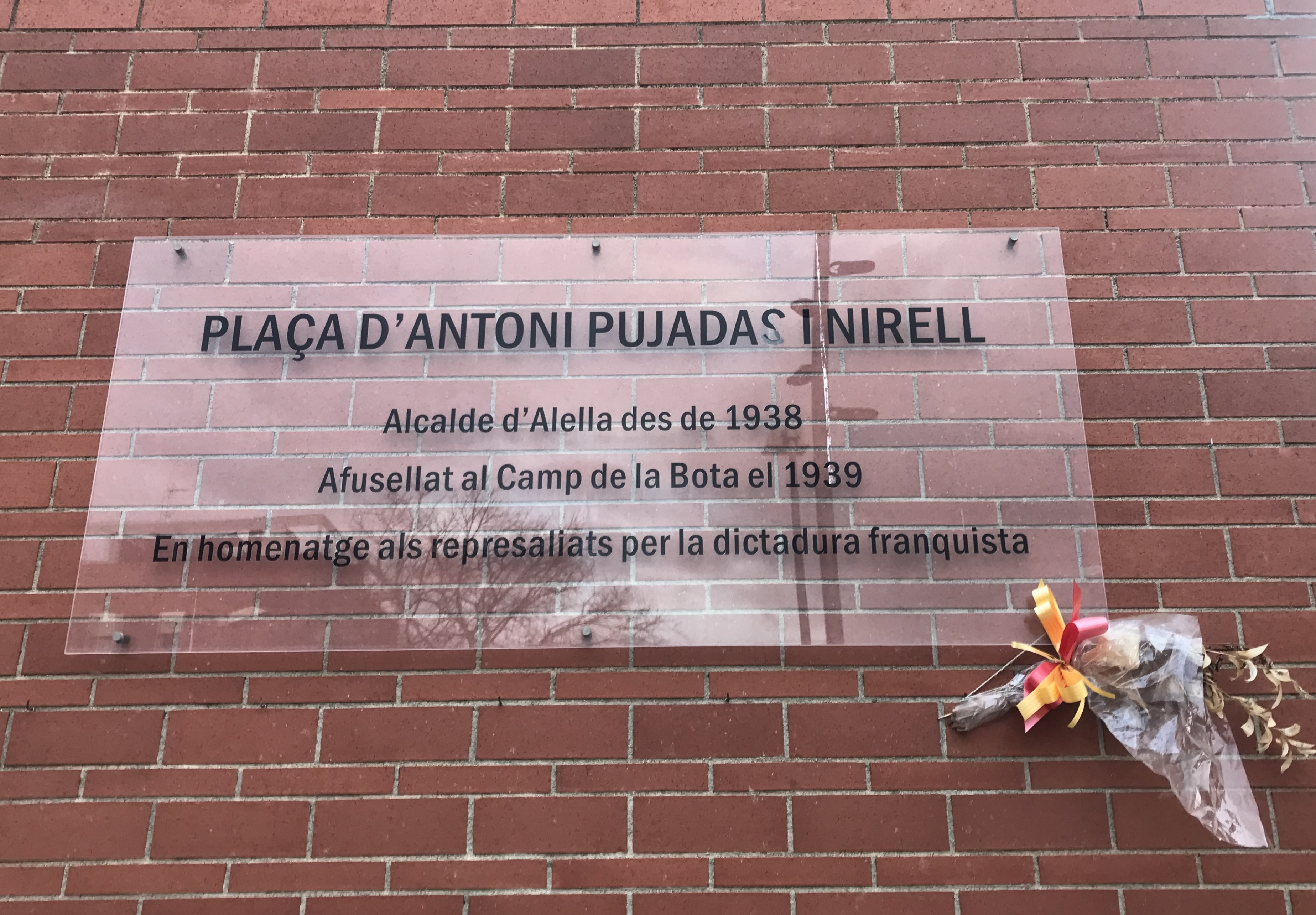
Placa commemorativa a la Plaça d'Antoni Pujadas

El diumenge 3 d'octubre del 2004 es va retre homenatge als represaliats pel franquisme amb la inauguració de la Plaça d'Antoni Pujadas i Nirell per part de l'Ajuntament d'Alella. L'acte va consistir en el descobriment d'una placa en memòria del darrer alcalde de la República de la mà de la seva filla Mercè Pujadas i l'alcalde Andreu Francisco. Dos dels seus nets, Mateu i Carles Pujadas, portarien a terme discursos d'agraïment carregats d'emoció al recordar el seu avi afusellat.
Una tasca de reconeixement del polític republicà que fou possible gràcies a la recerca realitzada pels historiadors de Cerquem les Arrels, Centre de recerca històrica d'Alella encarregats de l'estudi del sumaríssim, de la seva trajectòria al capdavant del consistori i de la recuperació de fotografies inèdites provinents dels arxius familiars.
Des de la seva inauguració aquesta plaça s'ha convertit en el lloc de celebració de l'ofrena floral d'homenatge a la República organitzada per l'Ajuntament d'Alella cada 14 d'abril.